# Seznam velvyslanců České republiky ve Spojených státech amerických
Český velvyslanec ve Washingtonu, D. C. je oficiálním zástupcem vlády České republiky ve Spojených státech amerických.

## Seznam zástupců
| Diplomatický agrément | Diplomatická akreditace | Velvyslanec       | Poznámky                                                          | Prezident České republiky | Prezident Spojených států amerických |
| --------------------- | ----------------------- | ----------------- | ----------------------------------------------------------------- | ------------------------- | ------------------------------------ |
| 5. října 1992         | 18. listopadu 1992      | Michael Žantovský | Do konce roku 1992 působil jako velvyslanec Československa v USA. | Václav Havel              | Bill Clinton                         |
| 4. dubna 1997         | 14. května 1997         | Alexandr Vondra   | [ 1 ]                                                             | Václav Havel              | Bill Clinton                         |
| 1. října 2001         | 10. října 2001          | Martin Palouš     |                                                                   | Václav Havel              | George W. Bush                       |
| 30. listopadu 2005    | 2. prosince 2005        | Petr Kolář        |                                                                   | Václav Klaus              | George W. Bush                       |
| 23. května 2011       | 7. července 2011        | Petr Gandalovič   |                                                                   | Václav Klaus              | Barack Obama                         |
| 16. března 2017       | 24. dubna 2017          | Hynek Kmoníček    | [ 2 ]                                                             | Miloš Zeman               | Donald Trump                         |
| 1. září 2022          | 12. prosince 2022       | Miloslav Stašek   | [ 3 ]                                                             | Miloš Zeman               | Joe Biden                            |